# Lexovisaurus
Genre
Espèce
Lexovisaurus est un genre éteint de dinosaures herbivores de l'infra-ordre des stégosauriens découvert dans le Jurassique moyen, au Callovien moyen, soit il y a environ 165 Ma (millions d'années). L'existence de genre est aujourd'hui remise en question. Il est souvent remplacé par une nouveau genre Loricatosaurus pour les spécimens connus, à l'exception de l'holotype qui lui est aujourd’hui considéré comme douteux : (nomen dubium).

## Historique
Un squelette de stégosaurien a été découvert dans les années 1880 dans la formation de l'Oxford Clay d'Angleterre près du village de Eye dans le Cambridgeshire, datée précisément de la biozone à ammonites à  Kosmoceras jason, c'est-à-dire de la base du Callovien moyen. Il est nommé Omosaurus durobrivensis par John Whitaker Hulke en 1887.
L'holotype d'O. durobrivensis est référencé BMNH R1989, il consiste en un sacrum, deux ilia et 5 vertèbres.
En 1957, Hoffstetter crée le genre Lexovisaurus, pour décrire des restes d'un stégosaurien découvert dans le Callovien moyen en France, près d'Argences dans le Calvados dans les « Marnes à Belemnopsis latesulcatus ». Il englobe aussi l'holotype anglais et un autre spécimen anglais mieux conservé, trouvé près de Fletton dans le Cambridgeshire (référencé BMNH R3167), et décrit en 1911 par Nopcsa, 1911 sous le nom de Stegosaurus priscus.
En 2008, Susannah Maidment et al. dans une synthèse phylogénétique des stégosauriens considèrent les caractères et la qualité de l'holotype BMNH R1989 de Lexovisaurus comme insuffisants pour avoir créé ce genre et concluent que Lexovisaurus est un nomen dubium.
Ils attribuent les spécimens de Fletton (BMNH R3167) et du Calvados à un nouveau genre : Loricatosaurus.
Cependant plusieurs autres paléontologues, entre 2008 et 2010, considèrent le taxon comme toujours valide,,.
Les cladogrammes réalisés par O. Mateus et al. en 2009 et S. Maidment et al. en 2010, ne reprennent pas le nom Lexovisaurus, tandis qu'ils considèrent Loricatosaurus comme un taxon valide en position basale au sein de la famille des Stegosauridae.

## Description

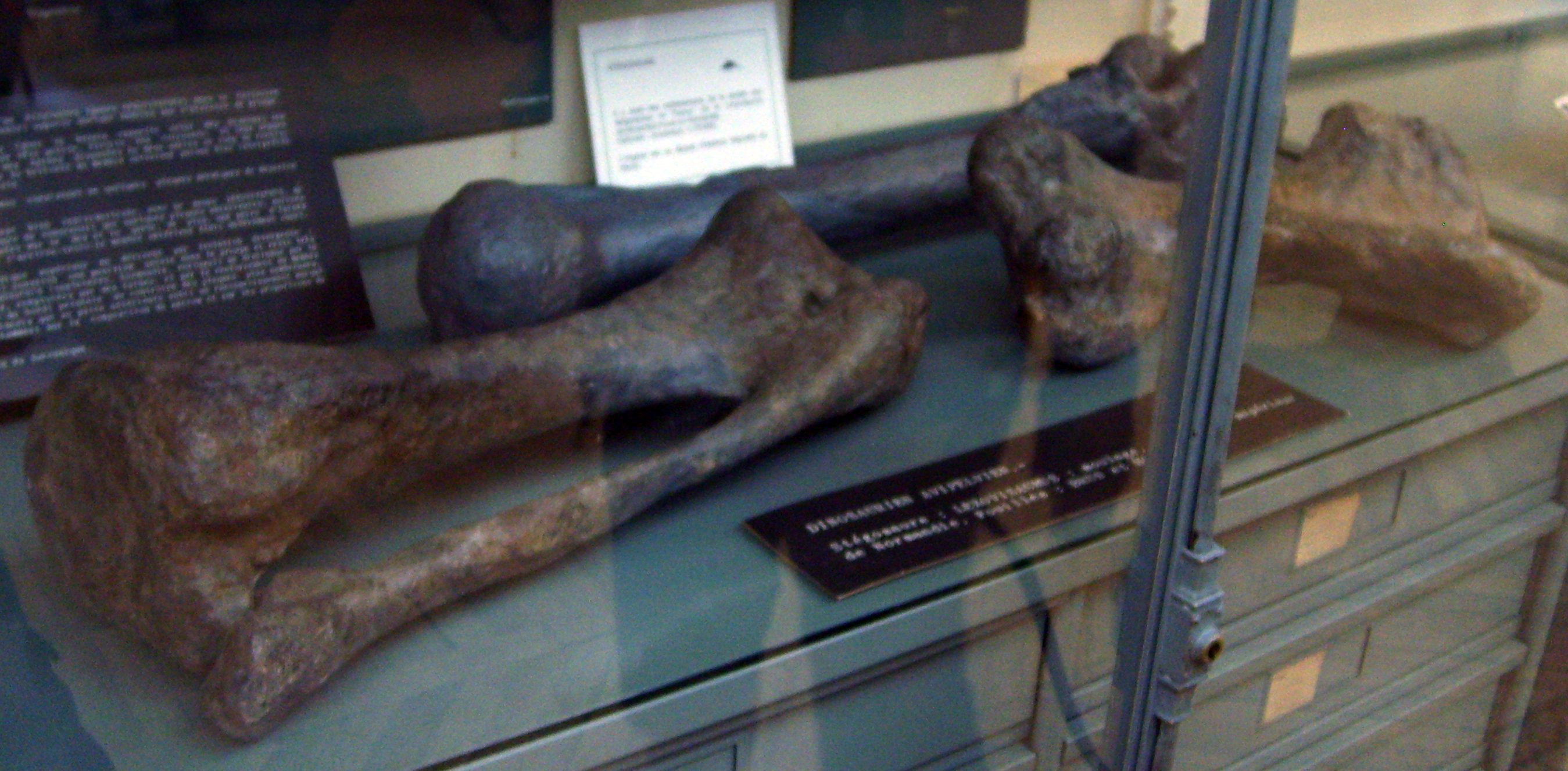
Membres de Lexovisaurus (ou Loricatosaurus) Muséum national d'histoire naturelle, Paris.

De taille plus modeste que son cousin américain Stegosaurus, Lexovisaurus mesurait 6 mètres de long, 3 mètres de haut pour un poids d'environ 2 tonnes, soit la taille d'un éléphant d'Asie.